# Clioperla clio
Clioperla clio är en bäcksländeart som först beskrevs av Newman 1839.  Clioperla clio ingår i släktet Clioperla och familjen rovbäcksländor. Inga underarter finns listade i Catalogue of Life.